# Park Ojców Kamilianów w Tarnowskich Górach
Park Ojców Kamilianów, Park św. Kamila – założony przez zakon kamilianów w 1910 roku park, obecnie w granicach Tarnowskich Gór, jeden z dwóch (obok Pin) parków w dzielnicy Osada Jana.

## Położenie
Park Ojców Kamilianów znajduje się w środkowej części Tarnowskich Gór, na terenie Osady Jana – najmniejszej pod względem powierzchni dzielnicy miasta. Od zachodu i południowego zachodu graniczy z ulicą Bytomską i Słoneczników, od północy i północnego wschodu z najstarszą częścią Osady Jana (ul. Kopernika z przecznicami), a od południowego wschodu z parkingiem i terenami wokół nowego kościoła parafii Matki Bożej Uzdrowienie Chorych w Tarnowskich Górach.

## Historia

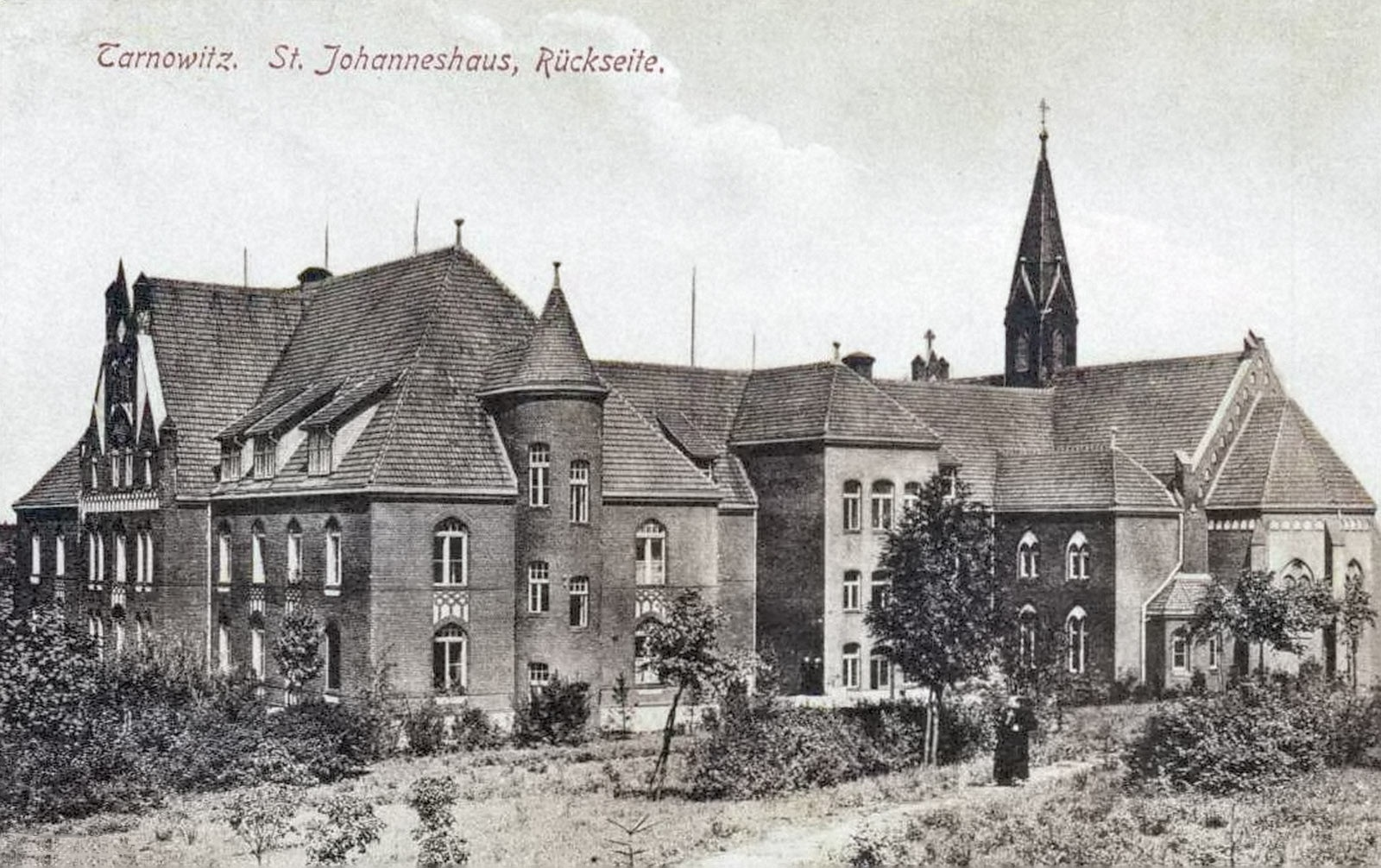
Dom św. Jana (St. Johanneshaus) od strony południowej z fragmentem nowo założonego parku

Historia miejsca, w którym obecnie znajduje się Park, sięga pierwszej połowy XVI wieku, kiedy to na wzgórzu w bezpośrednim sąsiedztwie niedawno założonych Tarnowskich Gór, u zbiegu dróg wiodących z Bytomia i Piekar (Rudnych i Śląskich) stworzono ku przestrodze publiczne miejsce straceń zbrodniarzy, których kat ścinał toporem. W 1545 roku postawiono tu miejską szubienicę. Nazwa wzgórza – Galgenberg – która w języku niemieckim oznacza ‘wzgórze szubieniczne’, odnosi się wprost do funkcji tego miejsca, natomiast powszechnie używana przez mieszkańców jest uproszczona forma – Galenberg.
Istnieje podanie mówiące, iż polski król Jan III Sobieski, zmierzając w 1683 roku na odsiecz Wiednia, dowiedziawszy się o uknutym przez przekupionych przez Turków żołnierzy spisku na swoje życie, miał nakazać wykonanie wyroku śmierci na spiskowcach właśnie na tym położonym za miastem wzgórzu. W rzeczywistości jednak król kazał powiesić na Galenbergu czterech swoich żołnierzy, którzy dopuścili się rabunków w mieście i okolicach. Na pagórku, na którym stała tarnogórska szubienica, dziś znajduje się drewniany krzyż, widoczny z rozwidlenia ulic Bytomskiej i Słoneczników.
W XIX wieku na terenie obecnego Parku funkcjonował dolomitołom, który przyczynił się do znacznego przekształcenia terenu; pozostałościami po nim są liczne pagórki, jary i niegdyś głębokie wąwozy (częściowo zasypane podczas późniejszej budowy nowego kościoła).
W 1903 roku podjęto decyzję o wybudowaniu na Górnym Śląsku zakładu leczenia alkoholików, który miał być prowadzony przez ojców kamilianów pochodzących z Westfalii, leżącej w zachodniej części Cesarstwa Niemieckiego. Pierwszą, tymczasową siedzibę otwarto oficjalnie 1 sierpnia 1904 roku w Miechowicach koło Bytomia. Nadal poszukiwano jednak terenu, na którym można by otworzyć większy zakład, połączony z klasztorem i kościołem. W latach 1906–1907 na ofiarowanych przez hrabiego Łazarza Henckla von Donnersmarcka należących do wsi Bobrowniki gruntach obejmujących wzgórze Galgenberg, wzniesiono neogotycki budynek na planie litery H, nazwany Domem św. Jana (niem. St. Johanneshaus), w którego skład wchodziła kaplica (późniejszy kościół pw. św. Jana Chrzciciela) po stronie wschodniej oraz Zakład Leczenia Pijaków (niem. Trinker-Heilanstalt) po stronie zachodniej. Ogółem zakon wszedł w posiadanie ok. 16 ha różnych gruntów, w tym gruntów ornych, sadów, ogrodu, łąki i pastwiska.

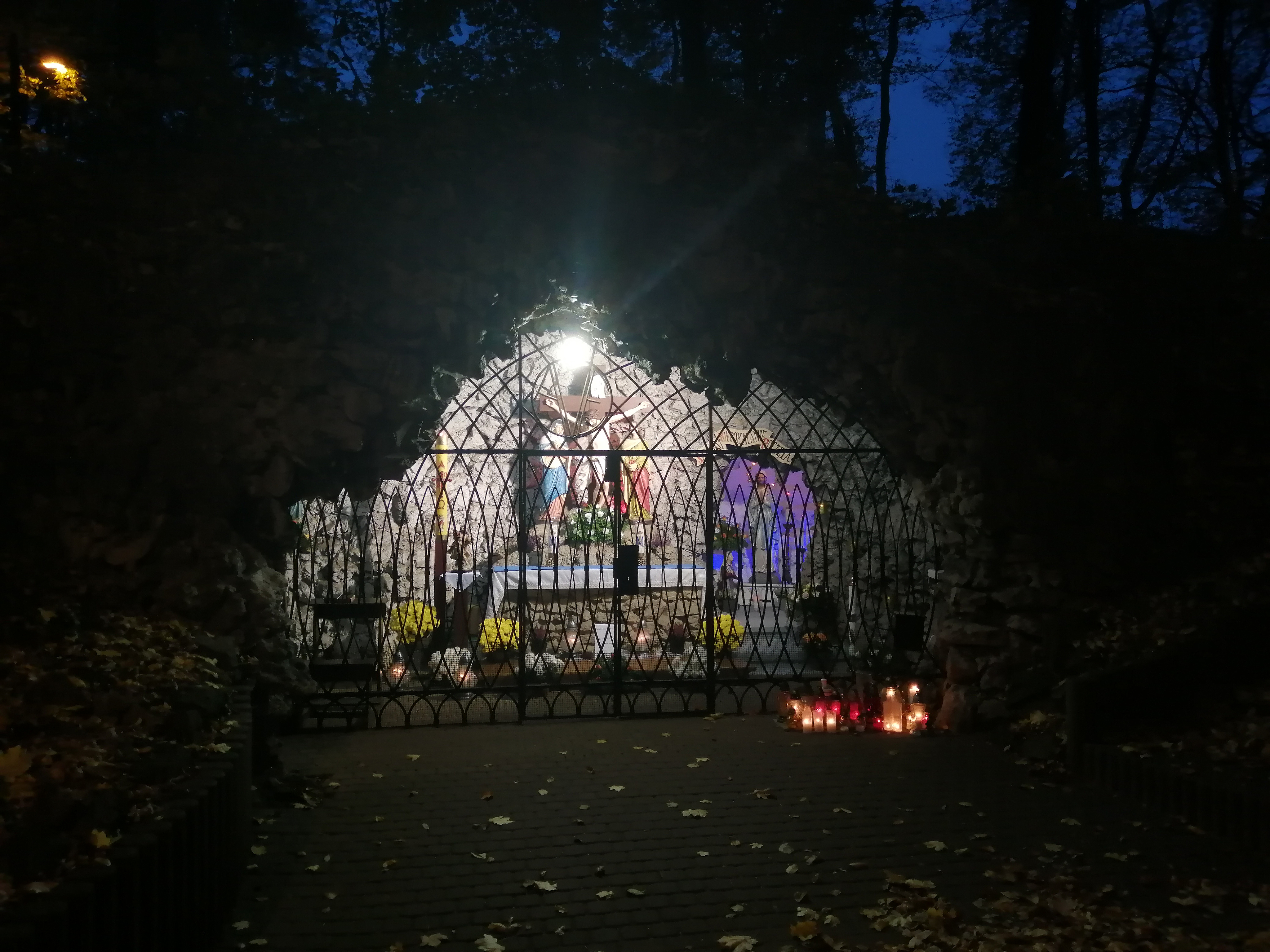
Grota Lourdzka w Parku Ojców Kamilianów nocą

W 1910 roku na części terenów znajdujących się za Zakładem założono park o powierzchni 6,6 ha. Wytyczono ciąg alejek, z których główna, lipowa, łączyła szpital z budynkami gospodarczymi. Zaprojektowano zgrupowania drzew takich jak buki i graby, sosny wejmutki oraz świerki i poprzeplatano je kasztanowcami, klonami, jesionami, robiniami i brzozami. Pozostały po działającym w XIX wieku dolomitołomie system zagłębień terenu został zaadaptowany na ścieżki, w jednej z odkrywek skalnych w latach 20. XX wieku urządzono grotę maryjną (nazwaną Grotą Lourdzką), a u wejścia prowadzącej do niej powyrobiskowej kotliny zbudowano kamienną fontannę, poświęconą patronowi Zakładu, św. Janowi Chrzcicielowi rozdającemu „wodę żywą” zamiast „martwej wody” (alkoholu) prześladującej leczonych tu alkoholików. Obok krzyża upamiętniającego dawną szubienicę założono niewielki cmentarz dla zakonników, zaś nad zagłębieniami poprzerzucano malownicze mostki, a ścieżki wysypano tłuczniem dolomitowym. Dopełnieniem całości była zielona brama wejściowa (pergola), ławeczki i latarnie, drewniana samotnia, altana oraz kręgielnia. Park był ogrodzony i pieczołowicie pielęgnowany, służąc przede wszystkim powrotowi do zdrowia osób leczonych w zakładzie, zaś wierni mieli do niego wstęp jedynie w niedziele i święta po nabożeństwach.
Przyklasztorna parafia (erygowana w 1942 roku) rozwijała działalność wśród mieszkańców rozrastającej się Osady Jana. Dzięki hojności parafian przy wlocie do jaru prowadzącego do fontanny św. Jana Chrzciciela i Groty Lourdzkiej wybudowano dom parafialny z kilkoma salkami i obszerną kaplicą, oddany do użytku w 1948 roku. Był on miejscem działalności parafialnych organizacji katolickich, a po usunięciu religii ze szkół prowadzono tu katechezę dzieci i młodzieży. W kaplicy odbywały się nabożeństwa, spotkania z zapraszanymi prelegentami i spotkania grup oazowych, a w okresie stanu wojennego rozdzielano tu dary dla parafian przysyłane z Zachodu. Po przywróceniu nauczania religii w szkołach (od 1990 roku) dom parafialny zaczął podupadać, bowiem wciąż nie był własnością klasztoru, ani parafii. Wyburzono go po odzyskaniu majątku przez ojców kamilianów – pozostała po nim polana z wybrukowaną w 2000 roku platformą służącą organizacji festynów, na której stoją dwa kielichowate gazony.

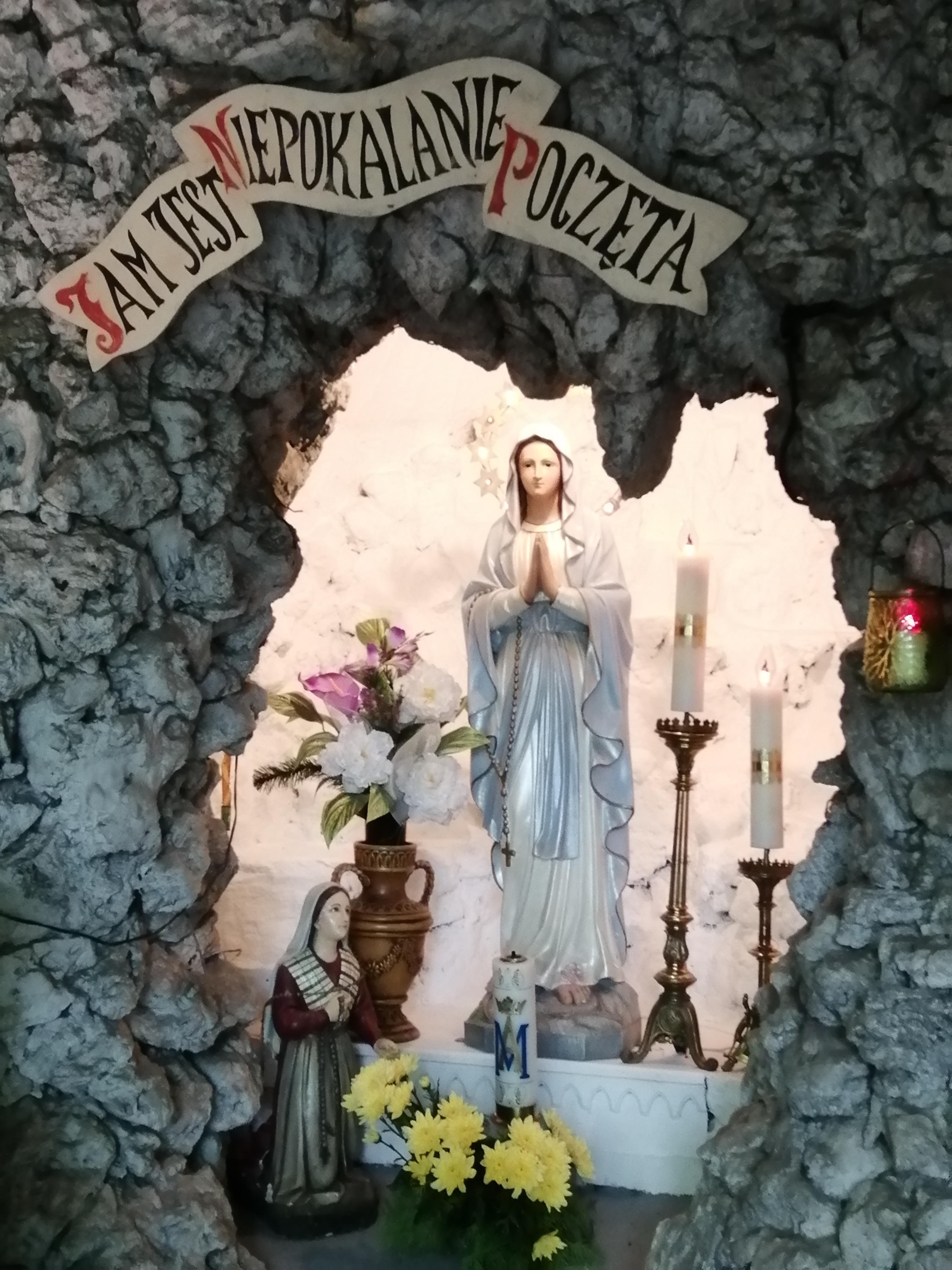
Figura Matki Boskiej w Grocie Lourdzkiej

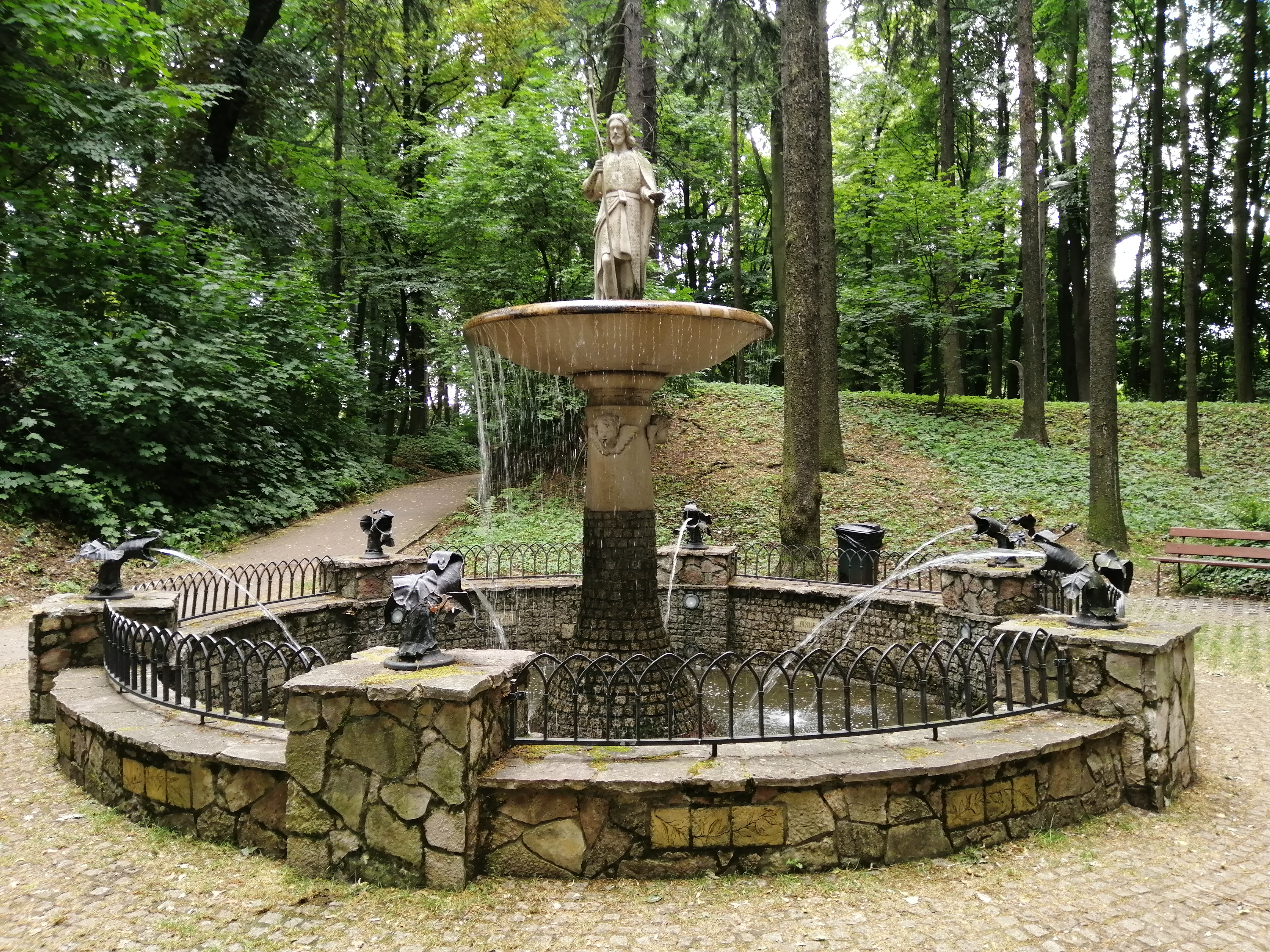
Fontanna św. Jana Chrzciciela

Południowo-zachodnią część parku na zachód od alei lipowej (formalnie jest to teren wyłączony z parku), wraz z wierzchołkiem Galenbergu i krzyżem, zajmuje gospodarstwo klasztorne. Obejmuje ono obszerny ogród z sadem, szklarnią i niewielką pasieką oraz cmentarz zakonny. W przeszłości do gospodarstwa należał też murowany budynek w kształcie litery L z dobudowaną później od północy drewnianą stodołą, który od wschodu zamykał aleję lipową, a od północy ścieżkę prowadzącą do parku od ul. Słoneczników (wyburzony pod koniec lat 90. XX w.). W latach 60. XX wieku część południowego skrzydła budynku gospodarczego (dawna stajnia) została zaadaptowana na salki katechetyczne.
Po II wojnie światowej majątek ojców kamilianów znacjonalizowano, odbierając im najpierw szpital (1949), a następnie założenie obejmujące park oraz gospodarstwo (1950), zezwalając od 1951 roku zakonnikom użytkowanie ich dawnego majątku wyłącznie do celów kultu religijnego. W 1982 roku kamilianie odzyskali własność gospodarstwa, lecz stracili większą część parku, którą przejął Skarb Państwa. Niewielkie zainteresowanie władz miejskich terenem parku było przyczyną postępującego niszczenia tego miejsca – zarastało ono samosiejkami i krzewami, a parkowe zabudowania i elementy małej architektury ulegały dewastacji. Pod koniec lat 80. XX wieku rozpoczęto budowę nowego kościoła na polu przylegającym do południowej części parku, nieznacznie pomniejszając obszar parku i gospodarstwa do ok. 5 ha. W 1998 roku władze miasta podjęły decyzję o zwróceniu całości założenia zakonowi wraz z budynkiem klasztoru i szpitala. W 1999 roku zmodernizowano część Parku, odnawiając m.in. Grotę Lourdzką oraz fontannę św. Jana Chrzciciela.
Część terenu Parku znajduje się w obrębie strefy buforowej chroniącej wpisaną w 2017 roku na Listę światowego dziedzictwa UNESCO kopalnię rud ołowiu, srebra i cynku wraz z systemem gospodarowania wodami podziemnymi w Tarnowskich Górach.

## Flora
Na terenie parku dominującym gatunkiem roślin drzewiastych jest lipa drobnolistna (21% drzewostanu), dużo jest także okazów robinii akacjowej (16%) i klonu zwyczajnego (13%). Najwyższymi drzewami w parku są jednak buki, osiągające średnio 25 m wysokości; najwyższe drzewo w parku – także buk – mierzy 32 m. Ogólny stan zdrowotny drzew w Parku Ojców Kamilianów uznano za zadowalający. Spośród roślin zielnych najwięcej jest przedstawicieli rodzin astrowatych, bobowatych oraz wiechlinowatych, w runie z gatunków leśnych rosną m.in.: kopytnik pospolity, szczawik zajęczy i fiołek leśny. Problemem flory parkowej jest zanikanie rzadszych roślin leśnych (np. górskiej kokoryczki okółkowej) oraz masowe wkraczanie roślin inwazyjnych – na terenie Parku wykazano obecność 13 gatunków takich roślin, m.in. klonu jesionolistnego (Acer negundo), konyzy kanadyjskiej (Conyza canadensis), nawłoci kanadyjskiej (Solidago canadensis) oraz przetacznika perskiego (Veronica persica).
W monografii flory tarnogórskiej Paula Wossidlo z 1900 roku Flora von Tarnowitz und der angrenzenden Teile der Kreise Beuthen, Gleiwitz und Lublinitz (pol. 'Flora Tarnowskich Gór oraz przygranicznych części powiatów bytomskiego, gliwickiego i lublinieckiego’) oraz w zbiorczej monografii flory Śląska autorstwa Theodora Schubego z 1903 roku Die Verbreitung der Gefäßpflanzen in Schlesien preußischen und österreichischen Anteils (pol. 'Rozprzestrzenienie roślin naczyniowych na Śląsku pruskim i austriackim’) notowane są rośliny z Galgenbergu, będącego wówczas wzgórzem z kamieniołomem otoczonym łąkami i polami. Wossidlo, a za nim Schube stwierdzili tu obecność 15 gatunków rzadkich roślin, m.in. podejźrzona księżycowego czy goryczuszki orzęsionej, współcześnie podlegających ochronie gatunkowej. Rośliny te wymarły po zasadzeniu drzew przy zakładaniu Parku, a więc po antropogenicznym przekształceniu środowiska z murawowego na leśno-parkowe.
Wybrane okazy roślin występujących na terenie parku:

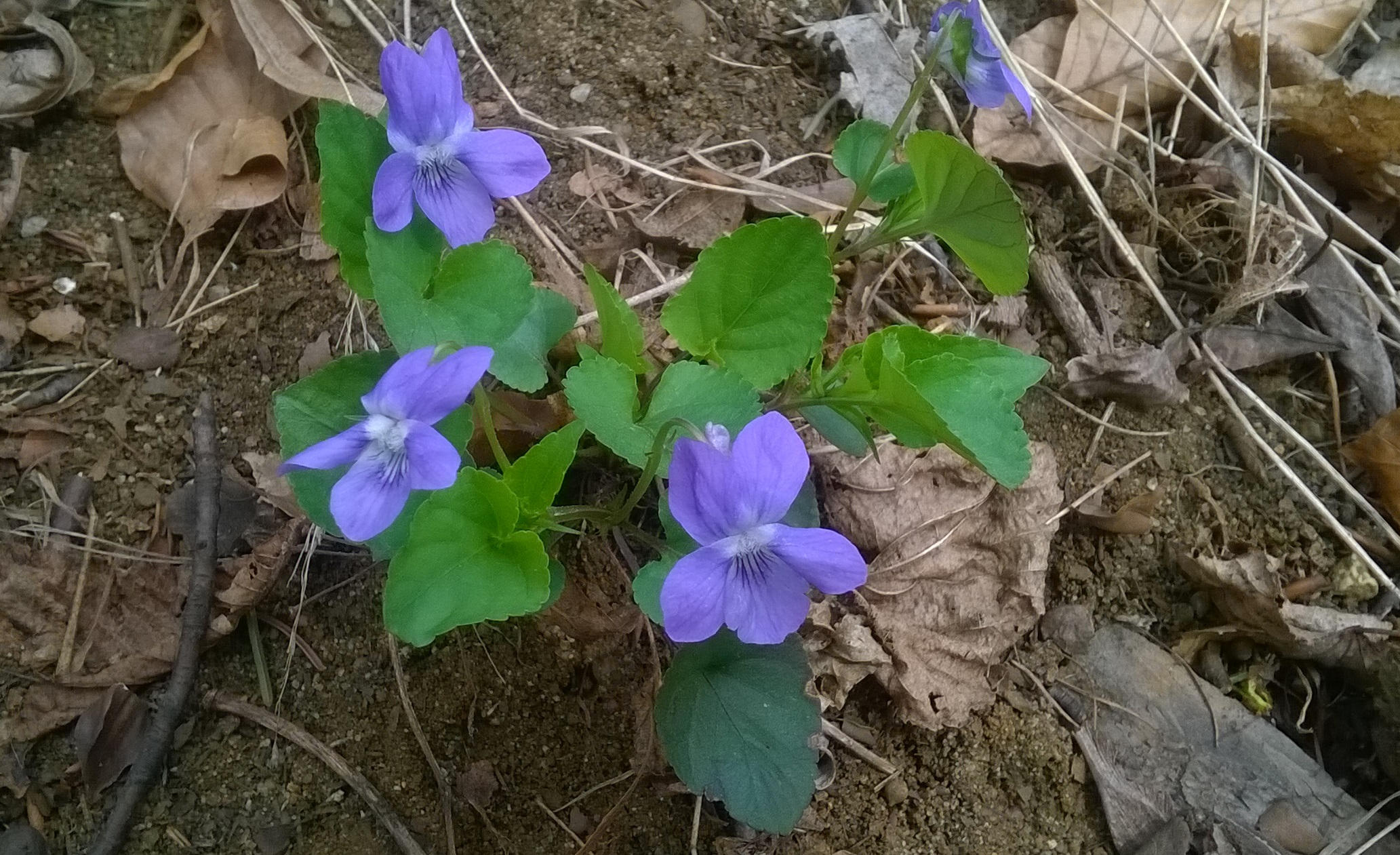
Fiołek Rivina
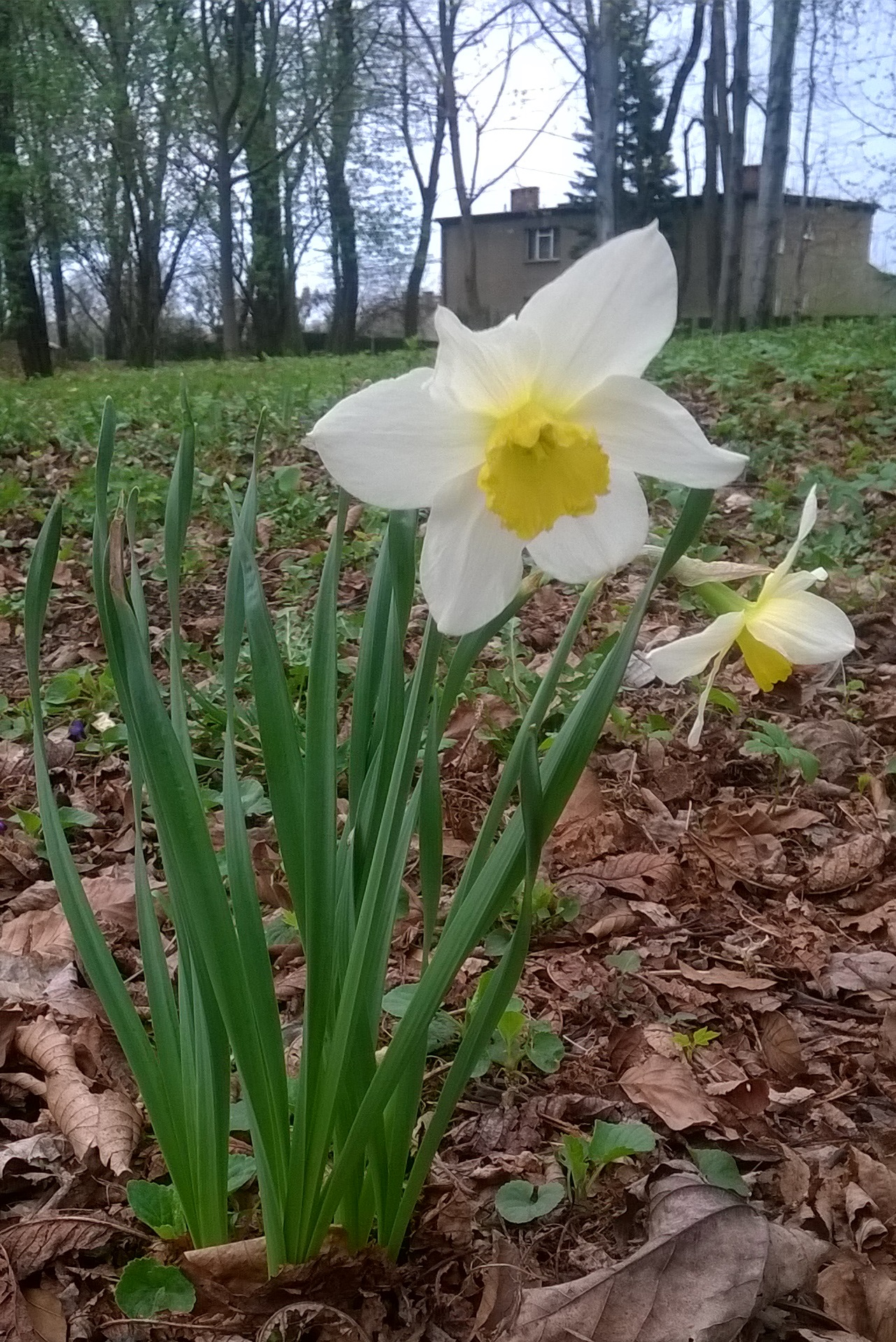
Narcyz trąbkowy
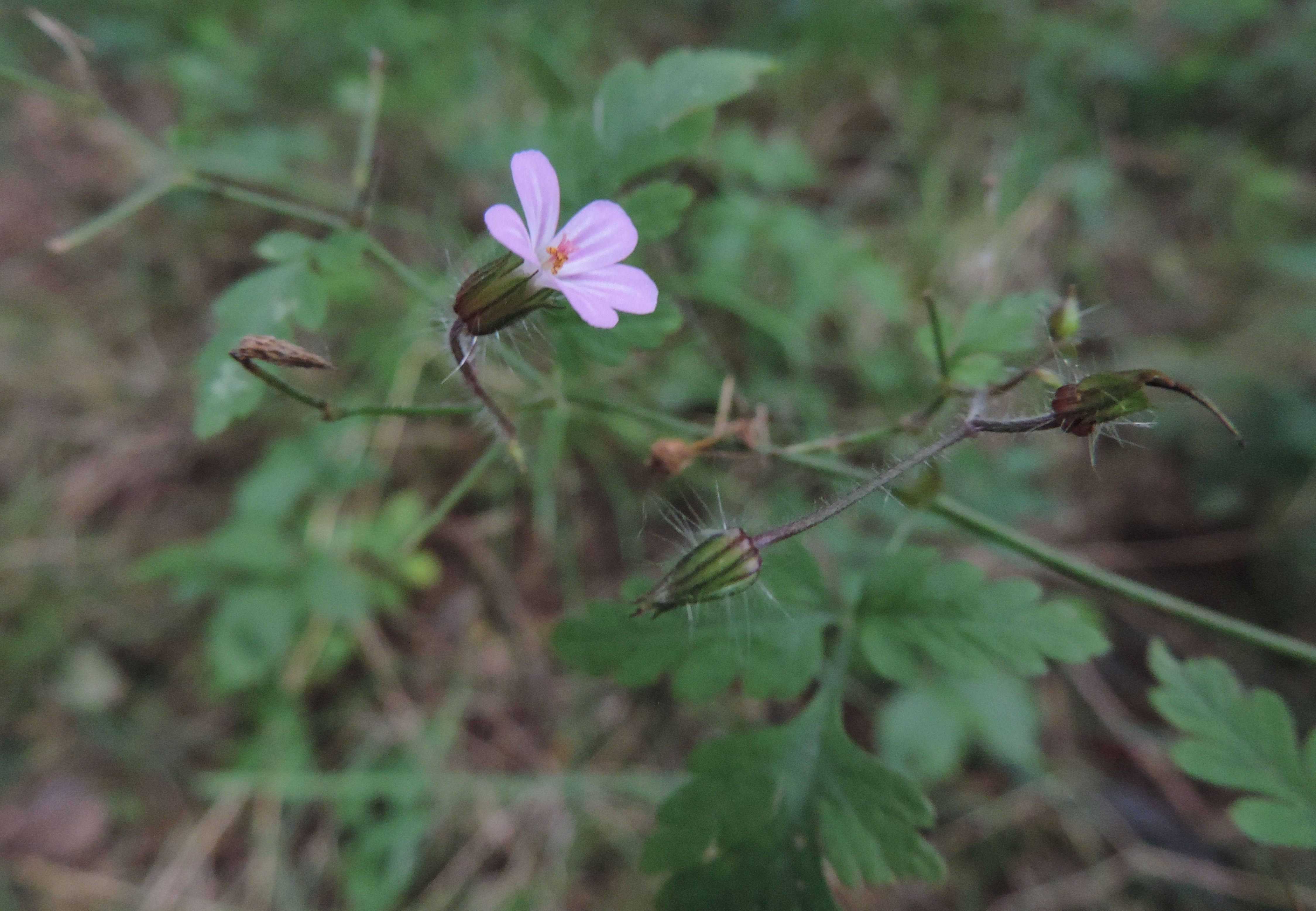
Bodziszek cuchnący
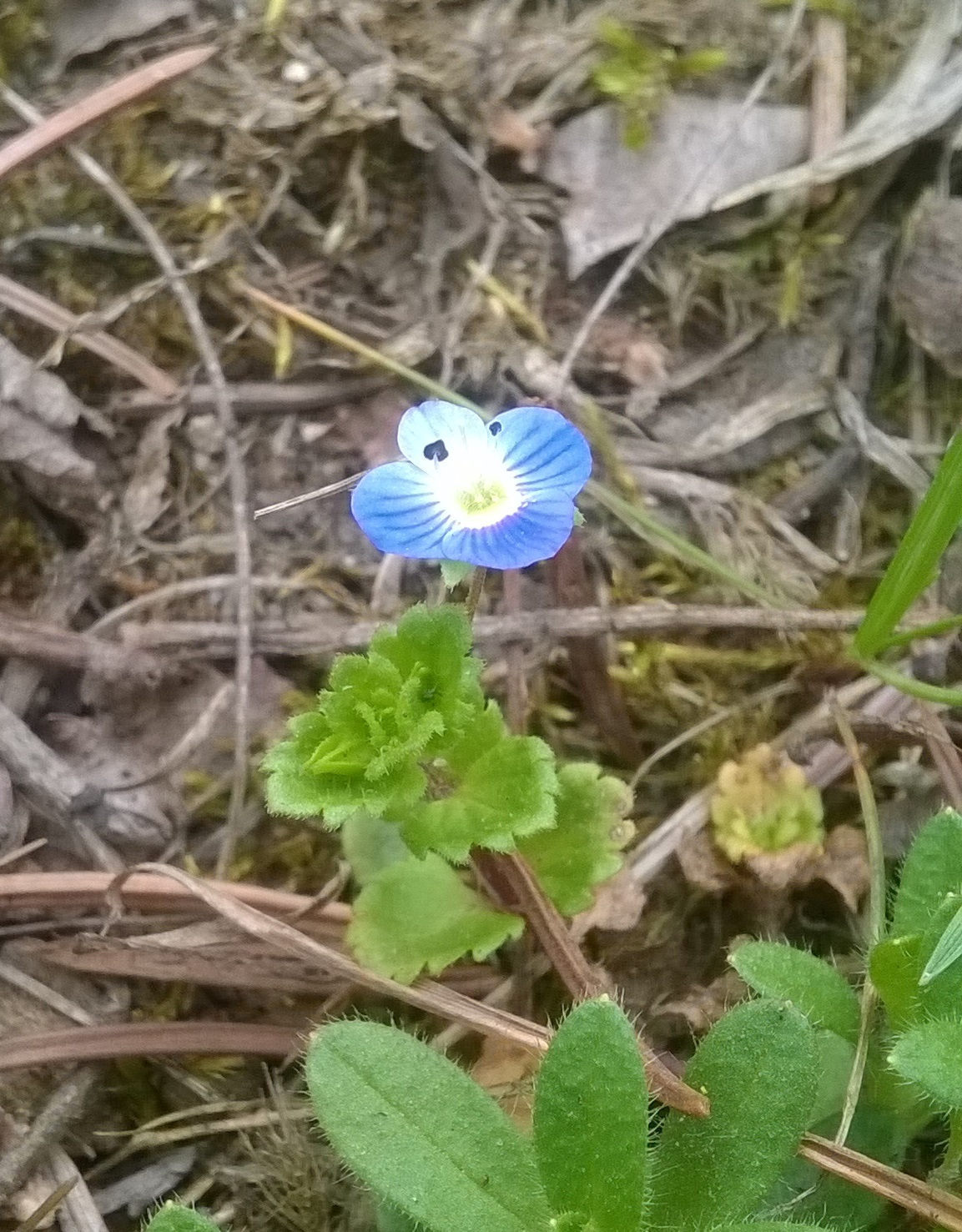
Przetacznik perski
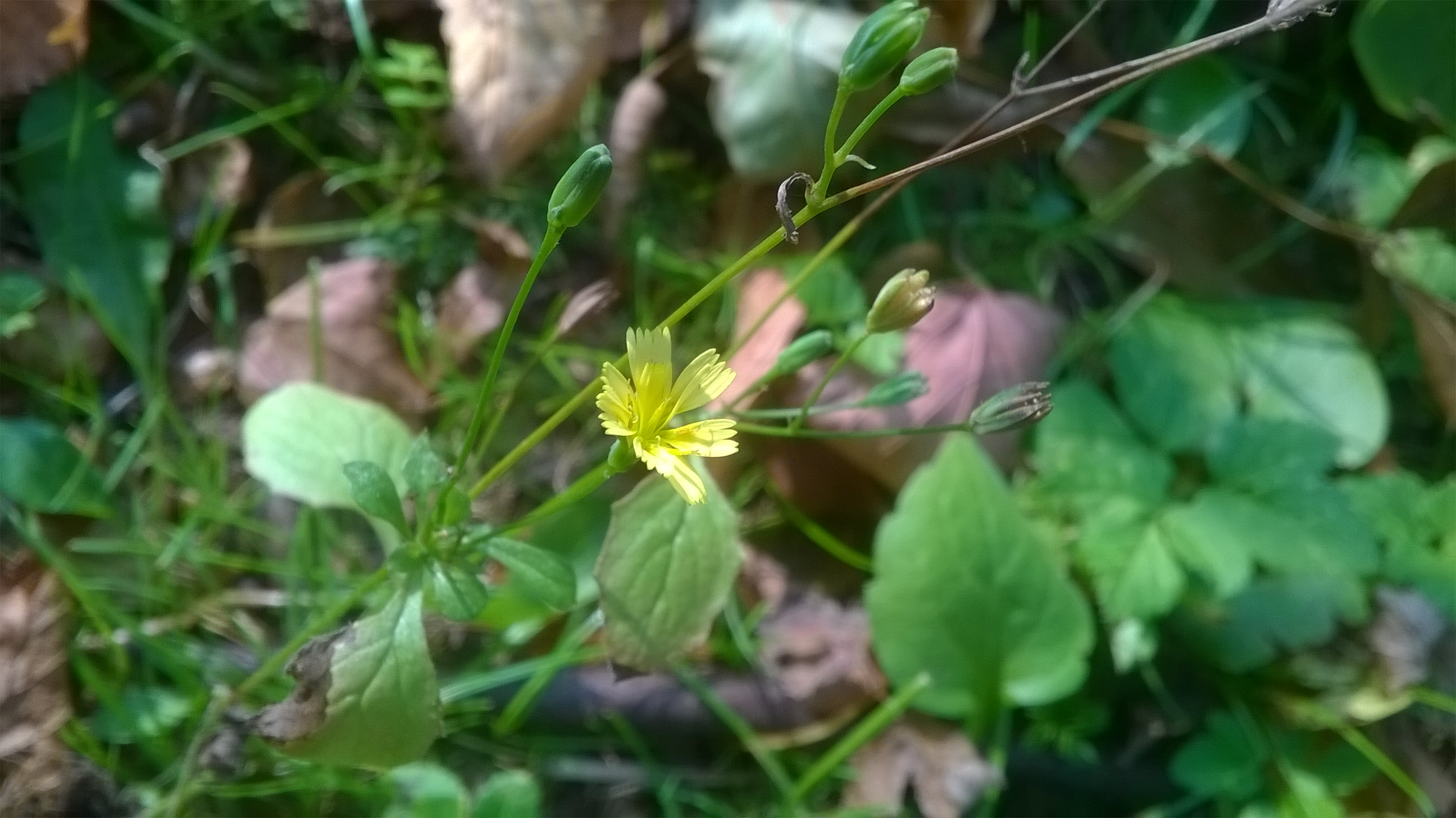
Łoczyga pospolita
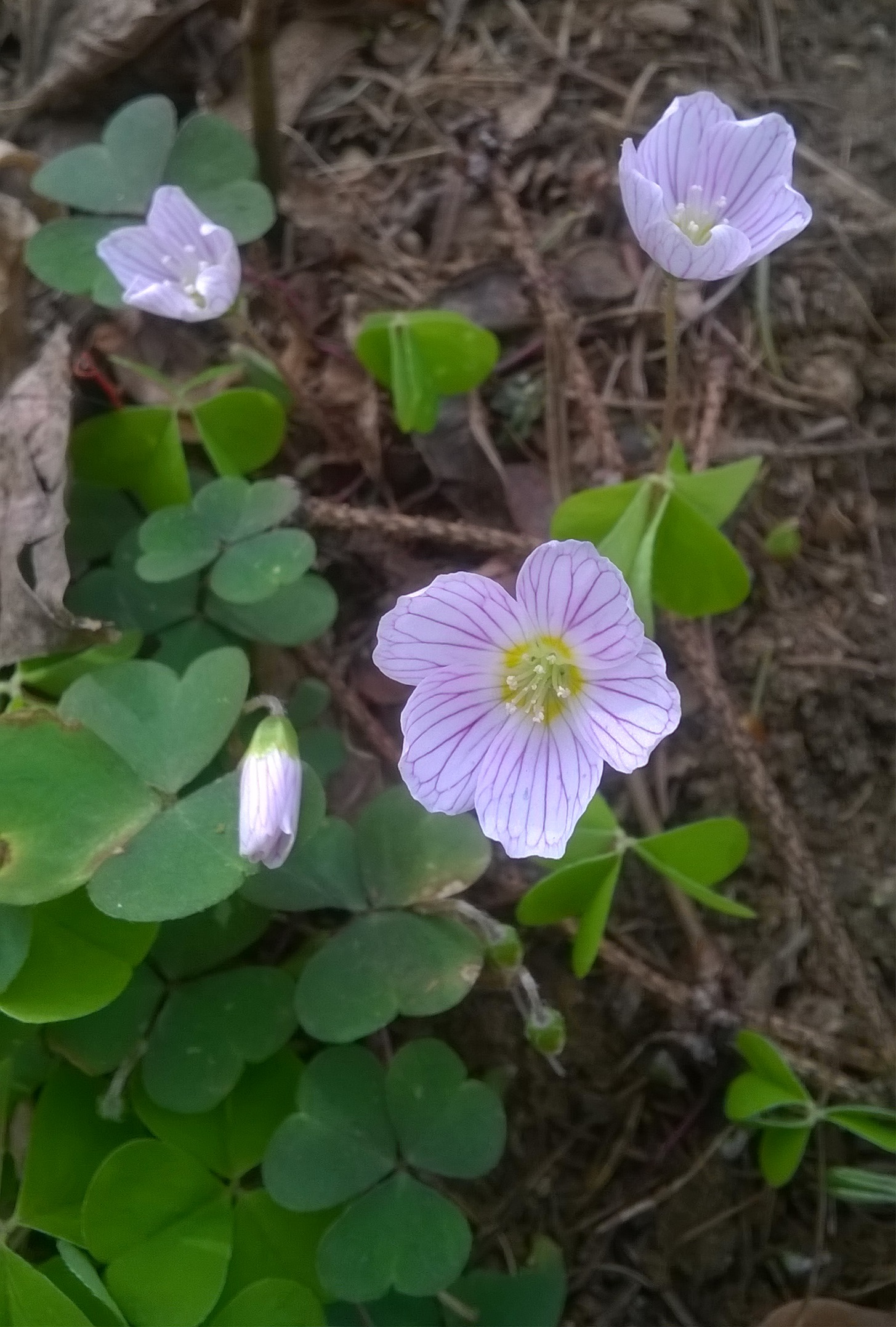
Szczawik zajęczy